# Malga Gardena
Il formaggio da taglio Malga Gardena (in tedesco Schnittkäse Malga Gardena) o più semplicemente Malga Gardena è un formaggio prodotto in provincia di Bolzano. 
Il Malga Gardena è riconosciuto quale prodotto agroalimentare tradizionale altoatesino.

## Caratteristiche
Il formaggio viene prodotto da Mila, con latte proveniente dalla Val Gardena, intero o parzialmente scremato, e pastorizzato. È un formaggio grasso o semigrasso, che si caratterizza per il colore giallo chiaro della pasta, che presenta un'occhiatura irregolare, ed è morbida e fondente. La crosta è sottile, e varia dal giallo chiaro all'arancione; viene trattata con natamicina.
La stagionatura è breve o media: matura in 20 giorni, può essere stagionato fino a 100, ma esprime il suo meglio con una stagionatura di 80 giorni.
Viene prodotto in forme di circa 40 cm di diametro con facce piane e scalzo, leggermente convesso, alto 9 cm. Il peso di ciascuna forma è di solito compreso tra 7,5 e 9 kg.